# Neolasioptera frugivora
Neolasioptera frugivora är en tvåvingeart som beskrevs av Gagne 1977. Neolasioptera frugivora ingår i släktet Neolasioptera och familjen gallmyggor. Inga underarter finns listade i Catalogue of Life.